# 栗澤站
栗澤站（日语：／ Kunisawa eki */?）是位於日本北海道岩見澤市，屬於北海道旅客鐵道（JR北海道）室蘭本線的鐵路車站。本站為未併入岩見澤市前的栗澤町的中心車站，但因為附近行政區的面積和人口都並不算是十分廣闊，所以服務人口亦不算太多。

## 所屬路線
- 北海道旅客鐵道

- ■ 室蘭本線

## 車站構造

### 站房
本站的站房為單層木造站房，玄關及開放式剪票口均位於站房的中央位置。右側為候車室，三邊皆以連續型長櫈所圍繞，其中近玄關一邊的座椅更設計成三角形、可作躺臥式睡舖的設計。左側則為原有的職員室，現時已停用，服務窗口亦早已用木板圍封，只剩下已上鎖的大門，及放置在旁的回收箱。

### 月台
站內原設有側式月台及島式月台各1個，並以跨線橋所連接。但由於業務清閒，島式月台早已被拆去，連接的天橋樓梯口也被圍封。現時天橋只能作為路軌東、西兩邊之間的自由連絡通道而已，並剩下靠近站舴一邊的側式月台仍然投入使用，而列車也無法在此進行交換。列車到站時往岩見澤方向為右側上落；往追分方向則為左側上落。
| 路線      | 方向 | 目的地           |
| --------- | ---- | ---------------- |
| ■室蘭本線 | 上行 | 苫小牧、糸井方向 |
| ■室蘭本線 | 下行 | 岩見澤方向       |

## 相鄰車站
北海道旅客鐵道（JR北海道）
室蘭本線
栗丘－栗澤－志文

## 外部連結
- JR北海道栗澤站官方網頁。 （页面存档备份，存于）（日語）